# Cryptophagus laticollis
Cryptophagus laticollis é uma espécie de insetos coleópteros polífagos pertencente à família Cryptophagidae.
A autoridade científica da espécie é P.H.Lucas, tendo sido descrita no ano de 1846.
Trata-se de uma espécie presente no território português.